# Kayleigh Coxx
Kayleigh Coxx (Eugene, Oregón; 23 de septiembre de 1991) es una actriz pornográfica transexual estadounidense.

## Biografía
Kayleigh hizo su debut oficial en la industria del cine para adultos en enero de 2017, cuando filmó algunas escenas de hardcore con Christian XXX, en la película titulada Amateur Cam Girl Kayleigh Make Her Hardcore Debut, desde entonces ha rodado más de 150 películas pornográficas y ha trabajado para productoras como CX, WOW, Trans Angels, Transsensual, Gender X, Evil Angel, Transerotica, Kink.com, Pure TS y Grooby Productions entre otras.
En 2019 recibió su primera nominación en los Premios AVN en la categoría de Artista transexual del año.

## Premios y nominaciones
| Año  | Ceremonia                  | Resultado | Premio                              | Trabajo           |
| ---- | -------------------------- | --------- | ----------------------------------- | ----------------- |
| 2018 | Transgender Erotica Awards | Ganadora  | Best New Face                       | —                 |
| 2018 | Transgender Erotica Awards | Nominada  | Best Solo Model                     | —                 |
| 2019 | Transgender Erotica Awards | Nominada  | Best Solo Model                     | —                 |
| 2019 | Premios AVN                | Nominada  | Artista transexual del año          | —                 |
| 2019 | Premios XBIZ               | Nominada  | Artista transexual del año          | —                 |
| 2020 | Premios AVN                | Nominada  | Artista transexual del año          | —                 |
| 2021 | Premios AVN                | Nominada  | Mejor escena de sexo con transexual | TS Love Stories 5 |
| 2021 | Premios AVN                | Nominada  | Artista transexual del año          | —                 |